# فينيرا 6
فينيرا 6  هو مسبار فضاء سوفيتي أطلق ضمن مشروع فينيرا لاستكشاف كوكب الزهرة. أطلق في 10 يناير 1969 لاستكشاف معلومات حول الغلاف الجوي للزهرة. وبلغت كتلة المركبة المدراية 1130 كغ.
كان تصميممها مشابه إلى حد كبير تصميم فينيرا 4. وعندما أقترب من الغلاف الجوي للزهرة انفصلت كبسولة كتلتها 450 كغ مزودة بالعديد من الأجهزة العلمية. للهبوط على سطح الزهرة.
فتحت مظلة أثناء الهبوط على سطح الزهرة لإبطاء سرعة الهبوط وتم إرسال بيانات أثناء الهبوط لمدة 51 دقيقة عن الغلاف الجوي للزهرة..